# Сражение при Книде
Сражение при Книде — морская битва между спартанским и объединённым персидским флотами у города Книд в Малой Азии в 394 году до н. э. во время Коринфской войны.

## События, предшествовавшие битве
В 395 году до н. э. в Греции вспыхнула Коринфская война. Против Спарты объединились сильнейшие государства Греции — Афины, Коринф и Аргос, получившие поддержку многих полисов, недовольных деспотическим правлением спартанцев. Вследствие этого спартанское правительство было вынуждено спешно отозвать из Малой Азии царя Агесилая II с войском, успешно воевавшим с Персией. Командующим спартанским флотом, включающим корабли союзников, Агесилай оставил своего шурина Писандра, не имевшего опыта управления флотом. Спартанский флот располагался в Книде и состоял из восьмидесяти пяти триер.
Персидским флотом, состоящим из кораблей Афин, Персии, Финикии, Кипра, Киликии, командовали афинский наварх Конон и персидский сатрап Фарнабаз, являвшийся формальным главнокомандующим. Их корабли насчитывали более 90 триер и стояли в Херсоннесе около Лорим. Узнав, что спартанцы находятся в Книде, Конон и Фарнабаз приготовились к битве и направились к вышедшим навстречу спартанцам.

## Ход сражения
Спартанские корабли столкнулись с авангардом противника, состоявшем из греческих кораблей под началом Конона, и одержали над ними победу. Однако когда прибыли многочисленные остальные персидские корабли, все спартанские союзники на левом фланге боевого строя обратились в бегство и начали искать спасения на берегу. Спартанский наварх Писандр остался на месте и погиб в бою.
Эскадра Конона преследовала спартанцев до самого берега, потопив и захватив 50 кораблей, экипажи которых большей частью спаслись вплавь, кроме пятисот человек, взятых в плен. Остальные спартанские корабли бежали в Книд. Потери флота Конона и Фарнабаза были незначительны.

## Последствия битвы
Поражение при Книде положило конец спартанской гегемонии на море. Спарта потеряла все завоёванные Агесилаем территории в Малой Азии и на островах. Агесилай, с войском дошедший до Беотии, получил сведения о катастрофе, но солгал своему войску, объявив Писандра павшим победителем в морской битве. Ободрённое этим известием спартанское войско одержало победу в битве при Коронее.
Афиняне, воспользовавшись ситуацией и финансовой помощью персов, доставленной Кононом, восстановили укрепления вокруг Афин и Пирея, построили флот в 40 триер и начали восстанавливать своё влияние в Эгейском море.